# Бедринець козячий
Бедринець козячий, бедри́нець камени́стий (Pimpinella tragium) — вид рослин з родини окружкових (Apiaceae), поширений у північно-західній Африці, Європі, західній Азії.

## Опис
Багаторічна рослина заввишки 20–50 см. Нижнє листя тісно розташоване, з 5–7 від оберненояйцюватої або ланцетоподібної форми листкочками. Білі квіти, в зонтиках з 6–15 ниткоподібними променями. Плоди дрібні, субкулясті.

## Поширення
Поширений на північному заході Африки, на півдні Європі, на заході Азії.
В Україні вид зростає у степах, на сухих і кам'янистих, вапнякових і крейдяних схилах — у Донецькому Лісостепу і Степу, у Криму, звичайний.